# Застенки (Могилёвский район)
Засте́нки (бел. Засценкi) — деревня в составе Пашковского сельсовета Могилёвского района Могилёвской области Республики Беларусь. Деревня расположена в 8 километрах на северо-запад от Могилёва.
Через Застенки проходит дорога, соединяющая деревни Софиевка и Жуково с дорогой Р123 Присно — Мосток — Дрибин — Горки.

## История
Деревня известна с XVIII века. В 1785 году деревня Застенок-Пушкари относилась к имению Полыковичи. В 1926 году в Застенках было 6 дворов и 58 жителей. В 1930 году здесь организован колхоз им. В. И. Ленина. Во время Великой Отечественной войны с июля 1941 года по 28 июня 1944 года деревня была оккупирована немецкими войсками. В 1990 году в деревне насчитывался 31 двор и 79 жителей, относилась к колхозу им. В. Володарского (центр в деревне Новое Пашково).